# Village Voice Media
Village Voice Media o VVM è un'azienda statunitense del settore dei mass media.
È nata nel 1970 come periodico settimanale a Phoenix, in Arizona. L'azienda, fondata da Michael Lacey (editore) e Jim Larkin (editore), era allora conosciuta come New Times Inc. (NTI) e la pubblicazione si chiamava New Times. L'azienda è stata successivamente ribattezzata New Times Media.
Nel 2001, la società (NTI) era cresciuta fino a raggiungere 13 testate giornalistiche nelle principali città degli Stati Uniti. La maggior parte di queste pubblicazioni sono state acquisite tramite acquisto dal proprietario/editore.
Nel 2006, con l'acquisizione del settimanale The Village Voice, la società ha assunto il nome Village Voice Media Holdings. 